# Palazzo Rota
Il palazzo Rota è un palazzo storico di Napoli, situato in vico Pallonetto a Santa Chiara, presso il civico 32.
Il palazzo venne fondato dalla famiglia Rota nel 1495 e qui nacque il poeta e commediografo Berardino Rota (Napoli, 1508 – ivi, 1575).
Nel Cinquecento fu restaurato dallo scultore e architetto Giovanni da Nola che diede all'edificio l'aspetto signorile; nel 2000 è stato acquistato e nuovamente restaurato con un lavoro di recupero di altissimo pregio durato due anni e frazionato in prestigiosi appartamenti.
La facciata, asimmetrica ed un tempo affrescata da Polidoro da Caravaggio, si eleva su due piani più il mezzanino. Successivamente fu aggiunto il terzo piano.
Le finestre sono ornate con decorazioni in piperno e i balconi sono sorretti da mensole.
Il cortile è caratterizzato da una repentina successione di ambienti chiusi e aperti, tutti decorati in piperno, pitture e sculture apposte da Berardino Rota (queste ultime non possono essere ammirate).

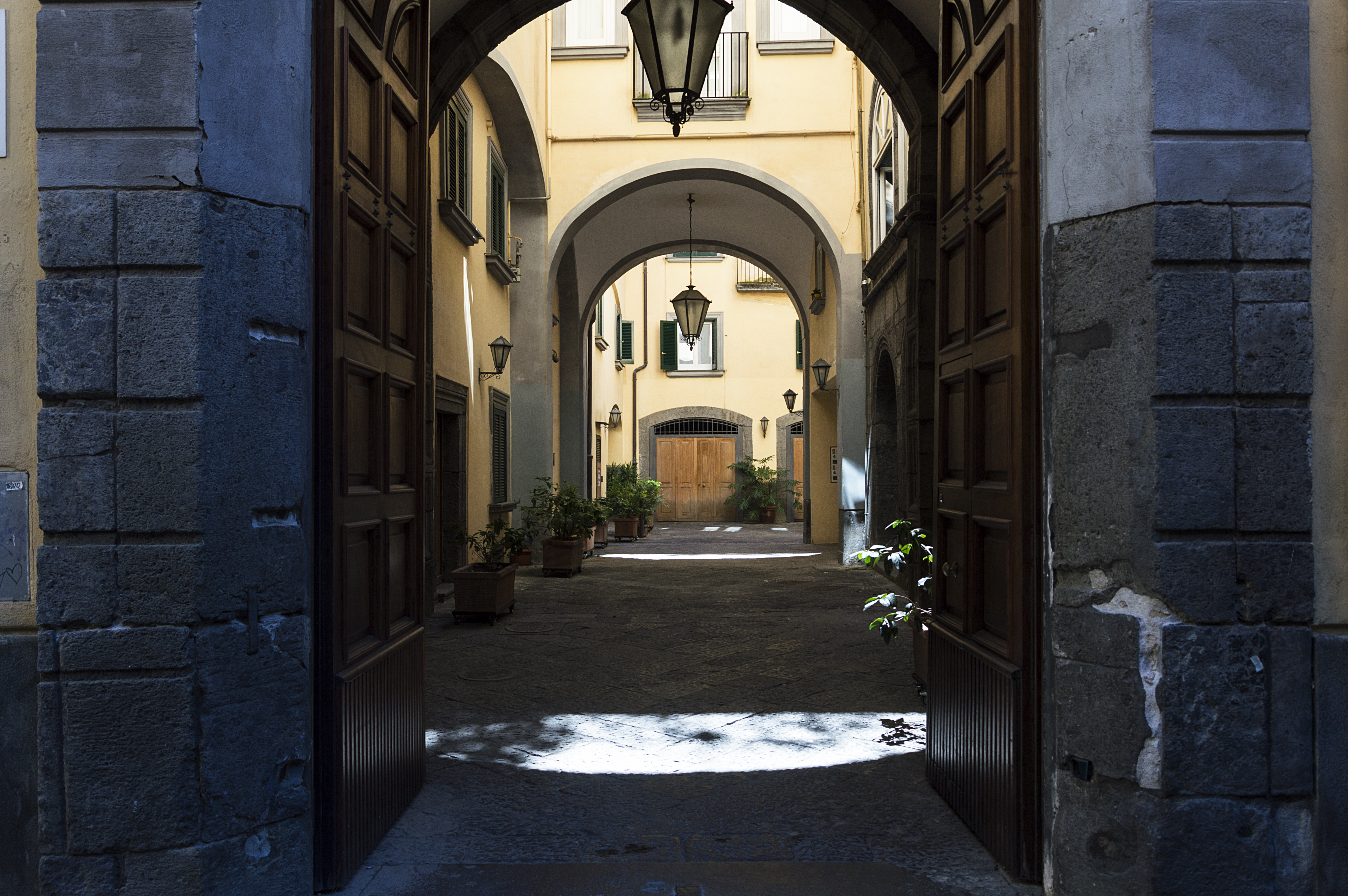
Cortili
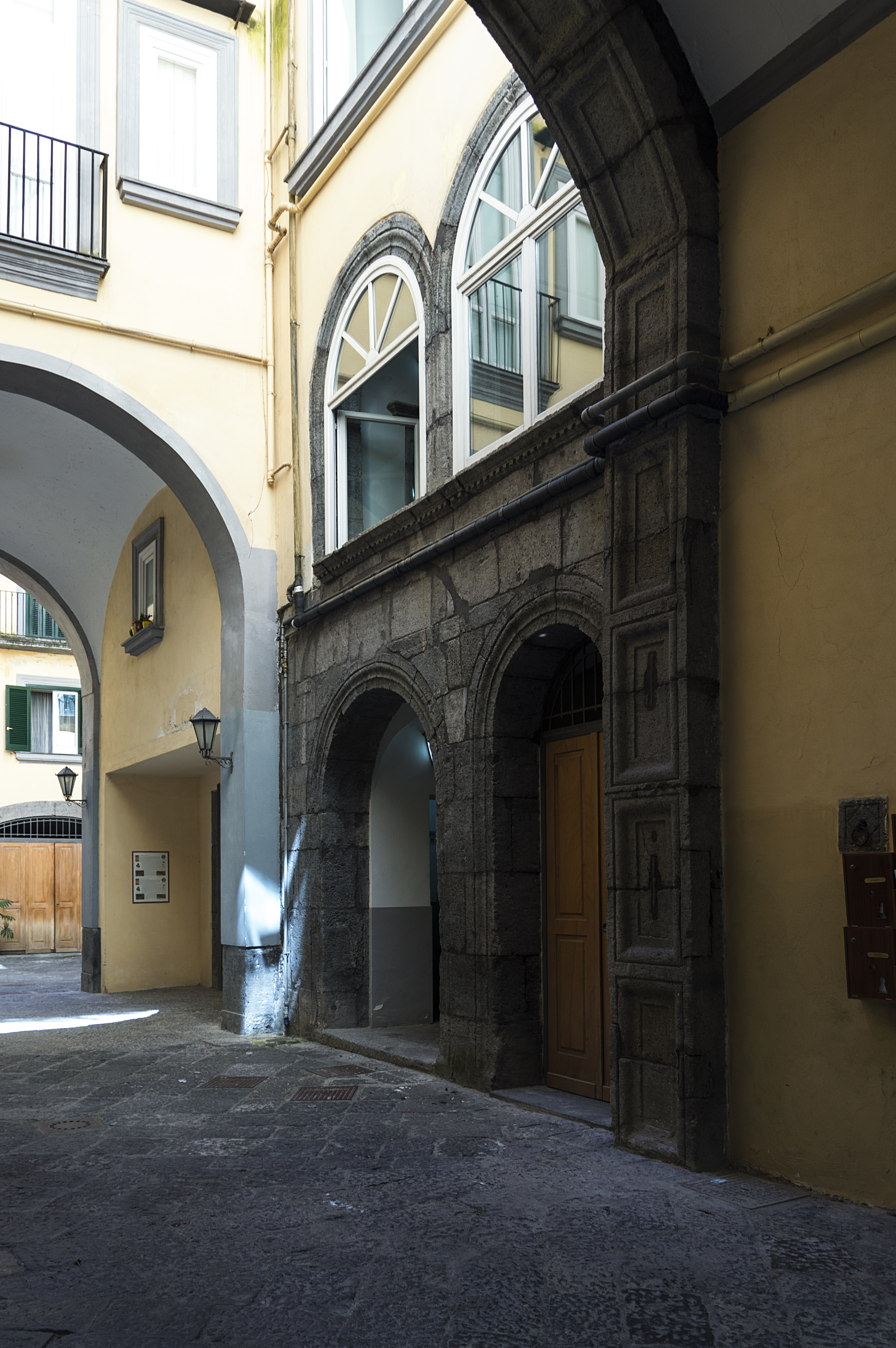
Loggia delle scale
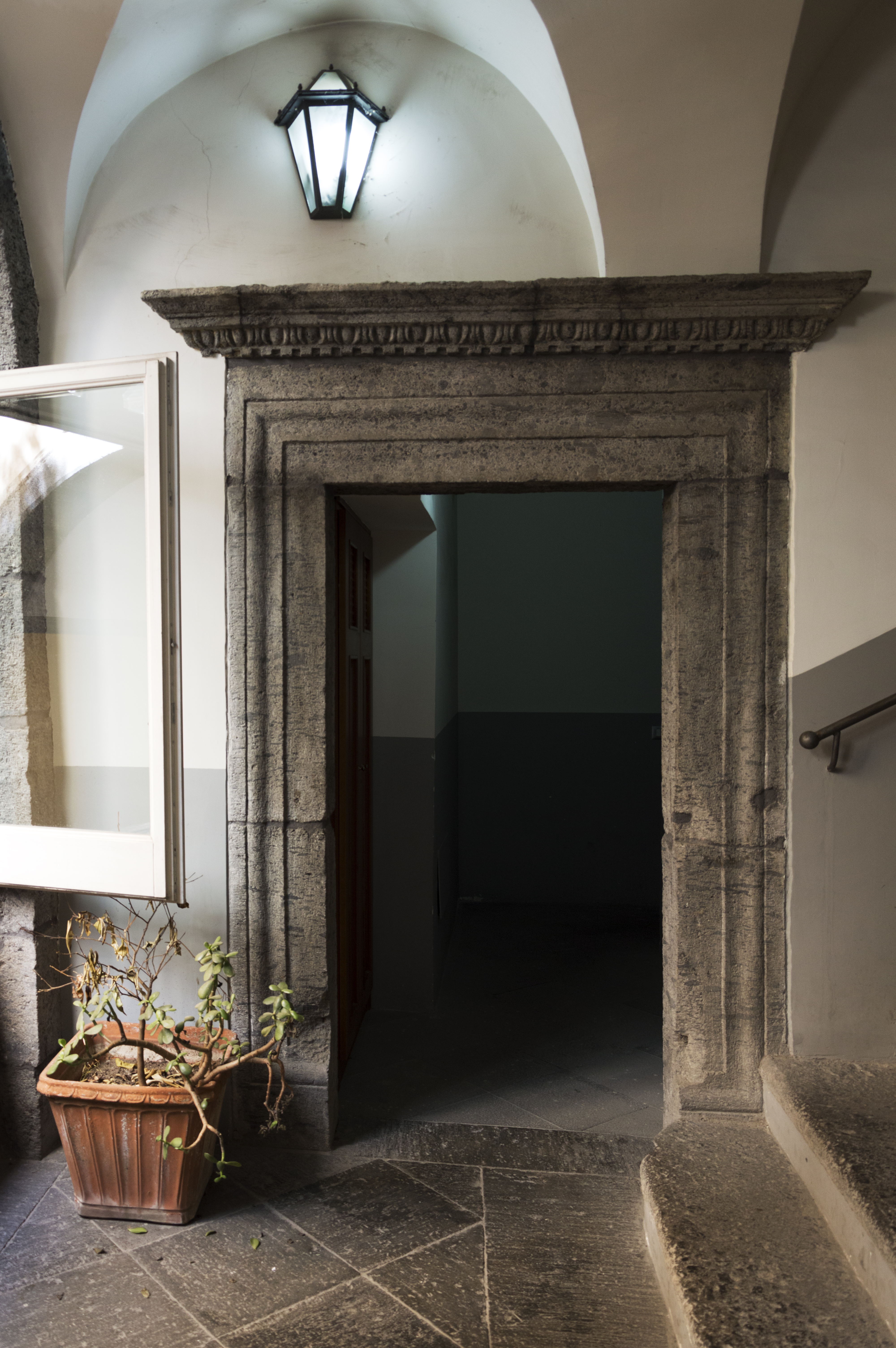
Porta rinascimentale